# مجی‌کتی
مجی‌کتی ، روستایی از توابع بخش بندپی غربی شهرستان بابل در استان مازندران در ایران است.

## جمعیت
این روستا در خوش‌رود قرار داشته و براساس آخرین سرشماری مرکز آمار ایران که در سال ۱۳۸۵ صورت گرفته، جمعیت آن ۱۳۶نفر (۲۹خانوار) بوده‌است.